# Джеф Амент
 Джефф Аллен Амент (англ. Jeff Allen Ament; нар. 10 березня 1963) — американський рок — музикант, бас-гітарист, один із засновників гурту Pearl Jam.

## Біографія
Амент народився в Гавері Монтані і ріс в невеликому містечку Біг Сенді, де і почав грати на бас-гітарі, ще будучи підлітком. Після того, як його відрахували з Університету Монтани, він перебрався в Сієтл разом зі своєю групою Deranged Diction. Там він познайомився зі Стоуном Ґоссардом і Стівом Тернером і незабаром став членом їхньої команди Green River. Група випустила кілька альбомів, але в 1987 році розпалася через внутрішні розбіжності.
Амент і Ґоссард вирішили продовжити грати разом і, закликавши до себе вокаліста Malfunkshun Ендрю Вуд а, заснували команду Mother Love Bone. У 1989 році група записала EP, дуже добре прийнятий критиками і слухачами і готувалася до випуску дебютного альбому «Apple», але трагічна смерть Вуда в 1990 році поклала кінець цій перспективній команді.
Незабаром після цього Амент c Ґоссардом взяли участь у проєкті Кріса Корнелла Temple Of The Dog, створеному в пам'ять про Вуді, де також брав участь і Едді Веддер, майбутній вокаліст Pearl Jam, який виконав пісню «Hunger Strike». Після запису альбому Temple Of The Dog Амент і Ґоссард спільно з Майком Маккріді заснували групу Pearl Jam, в якій Амент грає донині.
У 1999 році Амент створив сайд-проєкт Three Fish.

## Групи
- Green River (1985—1988)
- Mother Love Bone (1988—1990)
- Temple Of The Dog (1991)
- Pearl Jam (1991 — теперішній час)
- Three Fish (1999)